# Marco Valerio Levino
Marco Valerio Levino  (m. 200 a. C.) fue un político y general romano del siglo III a. C., nieto probablemente del consular Publio Valerio Levino.

## Carrera política

### Pretor en Sicilia (227a.C.)
En 227 a. C., comenzó su carrera política como pretor de Sicilia.

### Primer consulado (220a.C.)
En 220 a. C., fue elegido cónsul. Pero su consulado fue anulado, probablemente por la acusación de una elección defectuosa.

### Pretura peregrina en Apulia (215a.C.)
En 215 a. C., fue elegido pretor peregrino: tenía competencias para regular cualquier litigio entre Roma y sus adversarios y resolvía conflictos entre ciudadanos romanos y extranjeros, era el segundo pretor más votado tras el praetor urbanus.
Pero debido a la crisis de la segunda guerra púnica, al año siguiente de la derrota de Cannas, todos los magistrados civiles fueron empleados en los mandos militares, y Levino ejerció el mando de las legiones que regresaron de Sicilia. Envió sus tropas a Apulia para defender el país. Obtuvo 25 barcos y estuvo al mando de una flota en el Adriático para proteger la costa de Tarento y Brindisi.
Filipo V, rey Macedonia se regocijó del avance de Aníbal en Italia y abrazó su partido. Envió embajadores a Roma para parlamentar con Levino, en su condición de pretor de Roma. La delegación declaró que Macedonia estaba lista para aliarse con Roma. Los romanos, contentos de encontrar aliados tras tantas defecciones en Italia motivadas por la presencia de Aníbal, les revelaron su situación y las posiciones romanas y enemigas. La embajada, dirigida por Jenófanes, se reunió a continuación con los cartagineses y concluyó con ellos un tratado de alianza y de amistad, de acuerdo con los términos siguientes, según Tito Livio:

el rey Filipo V, con el máximo número de barcos que pudiera conseguir (se pensaba que podía poner en el mar doscientos), debía pasar a Italia, devastar las costas y hacer la guerra con sus propias fuerzas por tierra y mar. Terminada la guerra, toda Italia, con la ciudad de Roma debía pertenecer a los cartagineses y a Aníbal. Sólo a Aníbal se le reservaría la totalidad del botín. Después de la sumisión completa de Italia, los cartagineses debían pasar a Grecia y debían hacer la guerra a todos los reyes que designara Filipo, todos los estados del continente y todas las islas que rodean Macedonia pertenecerían a Filipo, y serían parte de su reino.

Los embajadores, con los diputados de Aníbal, zarparon, pero fueron capturados por las flotas romanas de la costa adriática, el subterfugio de Jenófanes fue descubierto, y Roma se enteró de la alianza entre el Reino de Macedonia y Cartago.
En Italia, las defecciones continuaron. Tres poblaciones de los hirpinos, Vercellium, Vescellium y Sicilinum, fueron tomadas otra vez al asalto por Valerio, con lo que las revueltas llegaron a su fin.
Marco Valerio fue encargado de averiguar si los macedonios entrarían en guerra con Roma. Si esto era confirmado, debería reunir la flota en Tarento, y desde allí, pasar a Macedonia para contener a Filipo V en su reino. Primero fue enviado a Brindisi, después a Lucera, y después debía proteger con su ejército la costa de los salentinos de un eventual ataque de los macedonios.

### Primera propretura en el Reino de Macedonia (214 - 210a.C.)
En 214 a. C., su mandato en la propretura fue prorrogado y recibió el mando de las costas cercanas a Brundisium, para vigilar los movimientos de Filipo V, rey de Macedonia. Se le asignó una de las dieciocho legiones para la flota del mar Adriático de la que tenía el mando.
En otoño, Aníbal marchó contra Tarento e intentó que sus soldados no practicaran pillaje en la región porque quería granjearse la amistad de los tarentinos. Sin embargo Levino había llegado días antes y había reclutado una pequeña fuerza y establecido puestos de vigilancia, de manera que los tarentinos no le apoyaron debido a la presencia de la fuerza romana y el temor a sus represalias.
Una delegación, llegada desde Oricum, le anunció que Filipo V había intentado apoderarse de Apolonia de Iliria, aliada de Roma. Después había tomado la propia Oricum, pequeña ciudad sin defensas. La delegación también le informó de que el Reino de Macedonia poseía unos 120 barcos, y pidió ayuda a Roma, porque Filipo V sólo atacaba estas ciudades como preparación de la guerra en Italia.
Marco Valerio Levino estuvo preparado para actuar después de un año. Embarcó a sus hombres y llegó al día siguiente a Oricum, la que conquistó sin dificultad, dada la debilidad de la guarnición dejada por Filipo V. Allí, se enteró de que Apolonia de Iliria estaba sitiada. Envió una guarnición de 2.000 soldados de élite, comandada por Quinto Nevio Crista , uno de sus lugartenientes, quien consiguió entrar en la ciudad.
La noche siguiente se apoderó del campamento de Filipo V por sorpresa, y aunque el rey macedonio logró huir, 3.000 de sus hombres fueron muertos y muchos más fueron hechos prisioneros. Apolonia se apoderó de las máquinas de guerra, y los romanos del resto del botín. Marco Valerio Levino, al conocer la noticia, impidió la huida de los macedonios por mar, y tuvieron que huir por tierra hasta su país, vencido por los romanos. El propretor pasó el invierno en Oricum.
En 213 a. C., su propretura fue prorrogada un año más, conservando la legión y la flota que ya poseía, y obtuvo el mando de la guerra en Grecia y en Macedonia. Convirtió a la ciudad de Apolonia en la base romana más importante de la región, en una gran amenaza para los macedonios.
Al año siguiente, en 212 a. C., le fue prorrogado de nuevo el mando, así como en el año 211 a. C., mientras, la guerra causaba estragos en Italia.
Uno de los dos cónsules del año 211 a. C., Publio Sulpicio Galba Máximo, obtuvo el mando de la guerra contra Filipo V a principios del año 210 a. C. En Roma, en otoño, tuvieron lugar las elecciones consulares. En primer lugar, Tito Manlio Torcuato y Tito Otacilio Craso fueron elegidos para la primera centuria, pero el consular Tito Manlio Torcuato llamó al orden a los electores, exhortándoles a elegir a otros candidatos, porque él era viejo y estaba casi ciego, y no podría combatir a Aníbal. Se recurrió a los ancianos de esta primera centuria, quienes indicaron tres candidatos: Quinto Fabio Máximo (quien ya había sido cónsul tres veces), Marco Claudio Marcelo (tres veces cónsul) y Marco Valerio Levino (una vez cónsul]. Los electores eligieron finalmente a estos últimos: Marco Claudio Marcelo fue elegido cónsul por cuarta vez, y Marco Valerio Levino, cónsul de la República romana por segunda vez, para el año siguiente. Ambos estaban ausentes de Roma.
En el otro lado del mar Adriático, Marco Valerio Levino negoció con el rey Átalo I y la Liga Etolia, que se pusieron de parte de Roma contra Macedonia. Levino se comprometió a ayudar a los etolios a repeler a los macedonios, y tomó las ciudades de Zante, Eníadas y la isla de Naxos, mientras que los etolios intentaron recuperar los territorios perdidos.
El propretor se retiró a Corcira durante el invierno, estimando que Filipo V no podría amenazar más a Roma, e ignorando que había sido elegido cónsul para el año siguiente.
A principios de año 210 a. C., puso sitio a Anticira y se le unieron los etolios. En muy poco tiempo, la ciudad cayó, fue retomada por los etolios, y el botín fue para los romanos, según los términos del tratado. Fue aquí donde se enteró de que había sido elegido cónsul, y de que Publio Sulpicio Galba Máximo le iba a reemplazar en la guerra contra Filipo V. Marco Valerio Levino enfermó, y tardó en regresar a Roma.

### Segundo consulado (210a.C.)
De regreso a Italia, el cónsul Marco Valerio Levino accedió a la petición de los campanios, y sobre todo de los de Capua, de que solicitara el perdón al Senado Romano, después de la traición, en contra de la advertencia de Quinto Fulvio Flaco.
Él expuso la situación del Adriático al Senado Romano, sugiriendo que se podía hacer volver a la legión romana que permanecía en la zona, afirmando que Filipo V ya no suponía una amenaza, y que con la flota bastaría para proteger a Italia de los macedonios.
El Senado Romano decidió que uno de los cónsules permanecería en Italia para continuar la guerra contra Aníbal, mientras que el otro iría a Sicilia. Veintiún legiones romanas fueron reclutadas o mantenidas durante el año 210 a. C. Marco Valerio Levino obtuvo, por sorteo, el mando de Italia y de la guerra contra Aníbal. Los sicilianos se lamentaron de que Marco Claudio Marcelo hubiera recibido el mando de Sicilia, y decían que estaban dispuestos a abandonar su isla antes que estar bajo el mando del cónsul. Ante esta situación, los cónsules intercambiaron, de mutuo acuerdo, sus mandatos respectivos.
Los siciliotas fueron recibidos por el Senado Romano, al que expusieron sus quejas y sus acusaciones contra Marco Claudio Marcelo. Le reprochaban, sobre todo, que durante el Sitio de Siracusa, se dedicó a tomar al asalto y al saqueo, en lugar de confiar en algunos siracusanos que le propusieron abrirle, pacíficamente, las puertas de la ciudad., pero la situación era más bien confusa y las alianzas eran poco claras, dado que el nuevo tirano de Siracusa, Hierónimo, decidió aliarse con Aníbal, traicionando a la República Romana, en contra del sentir de la población. Marco Claudio Marcelo prefirió tomar la ciudad por la fuerza para abatir a estos enemigos.
El Senado tomó el partido del cónsul y pidió a su colega, a la sazón al cargo de la isla, cuidar sus intereses. Los siracusanos se reconciliaron con Marco Claudio Marcelo, haciéndose sus clientes.
Después, el Senado recibió a los campanios, llevados por el cónsul, pero la traición justificaba el asedio de la ciudad por los romanos hasta su rendición incondicional, como quería Quinto Fulvio Flaco. El Senado les condenó, además de a otras sanciones, a la confiscación de sus bienes, y a la esclavitud.
Al final, los cónsules tuvieron que imponer medidas impopulares. Roma se encontraba con escasez de remeros, y no había más dinero. Se pidió al pueblo, que había perdido todo en esta larga guerra, que pagara y alimentara a los nuevos remeros. El pueblo protestó y el Senado reconoció que las quejas del pueblo estaban justificadas.
Ante esta situación, Marco Valerio Levino propuso que los senadores dieran ejemplo y que fueran todos al tesoro público a donar todo lo que poseían. Poco después, fueron imitados por los équites, y después por todo el pueblo de Roma, sin que ninguna ley, ningún edicto, y ningún senadoconsulto tuvieran que ser dictados.

### Campaña de Sicilia (210a.C.)
Levino volvió a Sicilia en el otoño de 210 a. C., después de varias expediciones. Primero solucionó todos los asuntos de Siracusa, tal y como el Senado le había encargado. Después, marchó contra Agrigento, última ciudad importante en manos de los cartagineses, mandados por Hannón. Pero los cartagineses requirieron los servicios de un tal Mutines, que estaba al mando de los númidas, quien saqueó todas las ciudades aliadas de los romanos, sin que nadie pudiera impedirle entrar y salir de Agrigento a su voluntad. Hannón se puso celoso y le retiró el mando. Mutines, indignado, fue a ver al cónsul para negociar la rendición de Agrigento. Los númidas abrieron las puertas de la ciudad y Hannón fue obligado a huir, abandonando Agrigento y la isla a los romanos, a causa de la traición. Todos los enemigos fueron masacrados, los ciudadanos ejecutados y los habitantes vendidos como esclavos.
El resto de las ciudades sicilianas que aún eran aliadas de los cartagineses fueron capturadas. De sesenta y seis ciudades, seis fueron tomadas por la fuerza por él, veinte fueron capturadas a traición, y cuarenta se entregaron voluntariamente a él. Después, el cónsul, tras haber recompensado o sancionado a los principales personajes de las ciudades traidoras, obligó a los sicilianos a dedicarse a la agricultura, para que la isla fuera autosuficiente y llegase al ser el granero de Roma.
Después, regresó a Italia con 4.000 criminales, desertores y esclavos fugitivos, para que la paz reinara en Sicilia, y para que pudieran ser útiles en el Sur de Italia saqueando las tierras que aún eran enemigas y haciendo frente a los brutii. Así, en el año 210 a. C., puso fin a la guerra en Sicilia.
Fue requerido en Roma para organizar las elecciones. Su colega Marcelo no pudo evitar que Aníbal, que aún permanecía en Italia, se le escapase. Confió su provincia a un pretor, y su flota a Marco Valerio Mesala, y volvió a Roma, donde relató sus hazañas al Senado.
Marco Valerio Mesala, que saqueaba las costas africanas, informó al cónsul y al Senado de que los cartagineses preparaban una nueva ofensiva sobre Italia y Sicilia. El Senado deseaba que el cónsul regresase a su provincia y que nombrara a un dictador para presidir las elecciones. Eligió a Marco Valerio Mesala, pero el Senado se opuso porque Mesala estaba fuera de Italia. Los senadores querían obligar al cónsul a que nombrase al dictador escogido por el pueblo, pero regresó sin atender la petición, y ello provocó que fuera elegido su colega, Quinto Fulvio Flaco, por el deseo del pueblo, el cual había dirigido el asedio de Capua. Publio Licinio Craso fue nombrado magister equitum, conforme al mismo plebiscito.

### Proconsulado en Sicilia (209-207a.C.)
En 209 a. C., recibió el mando de los supervivientes de la Batalla de Cannas y dio la orden de continuar el pillaje de las costas de África. Reforzó su ejército gracias a los desertores númidas y al enrolamiento de sicilianos. Dividió sus tropas en dos ejércitos: un propretor mandaba la parte oriental de la isla, y el procónsul la parte occidental, e hizo lo mismo con su flota de 70 navíos. Recorrió la isla a lo largo y a lo ancho, con la caballería de Mutines, veló por la reactivación de la agricultura, y permitió así que hubiese cosechas muy importantes, suficientes para Roma y para su provincia.
En 208 a. C., su proconsulado fue prorrogado una vez más, recibió barcos nuevos, con la orden de saquear las costas africanas. Marco Valerio, con una flota cartaginesa de cien naves, pasó a África y no encontró ninguna resistencia en tierra. Venció a una flota de 83 barcos, y volvió de Lilibea con un gran botín.
En 207 a. C., en el verano, la flota que mandaba pasó a África y devastó gran parte del litoral cartaginés, cerca de Útica y de la propia Cartago, saqueando las tierras hasta las puertas de sus ciudades. Una flota púnica le hizo frente y la venció, capturando 17 naves, hundiendo otras cuatro, dispersando y poniendo en fuga al resto de la flota enemiga. Volvió a entrar en Sicilia con un enorme botín.
En 206 a. C. regresó con su ejército a Italia, y ante la llegada de Magón Barca a Liguria, en el año siguiente estuvo estacionado con las dos legiones en la ciudad en Arretium en Etruria.

### Embajada en Asia (204a.C.)
La República romana no gozaba de aliados en Asia, pero durante la primera guerra macedónica, varios estados griegos habían decidido prestar apoyo a los romanos. El Senado resolvió enviar una embajada al Átalo I rey de Pérgamo.
Marco Valerio Levino, que había sido elegido cónsul en dos ocasiones y que se había enfrentado a Filipo V de Macedonia durante la guerra, Marco Cecilio Metelo, ex-prestamista, Servio Sulpicio Galba, ex-edil, Cneo Tremelio Flaco y Marco Valerio Falto, ex-cuestores, fueron los elegidos para formar la delegación.
De camino, la embajada consultó el oráculo de Delfos, que le comunicó que debían transportar a la diosa Magna Mater a Roma, y que con su culto se alcanzarían grandes gestas. La Magna Mater era la diosa de la hospitalidad y por ello la embajada aceptó.
Tras su llegada a Pérgamo, fueron recibidos por el rey Átalo, que los llevó a Pesino, donde se encontraba la estatua de la Magna Mater, la Madre de los Dioses. Marco Valerio Falto regresó a Roma con la estatua. El Senado decidió enviar a Publio Cornelio Escipión Nasica para que recibiera a la diosa en el puerto de Ostia acompañado por la mayoría de las matronas de la ciudad.

### Algunas proposiciones al Senado (204 - 203a.C.)
De regreso, presentó una moción al Senado, para reembolsar las sumas adeudadas a los senadores, a los équites y al pueblo romano, pues todos habían contribuido a sanear el tesoro público en el momento más crudo de la guerra, durante su segundo consulado. El Senado aprobó dicha moción.
Llegó a Roma una delegación cartaginesa, que alegó que Aníbal, por cuenta propia, había declarado la guerra a Roma, sin el acuerdo del Senado y del pueblo de Cartago, y solicitaron que la antigua alianza entre la República Romana y Cartago se mantuviera.
Marco Valerio Levino consideraba que estos hombres eran espías, y propuso que se escoltara a los embajadores cartagineses a su país y que se ordenara a Escipión el Africano continuar la guerra. El Senado Romano adoptó la proposición del consular.

### Segunda propretura en el reino de Macedonia (201-200a.C.)
Desde la paz firmada con Cartago, que puso fin a la segunda guerra púnica, tras la Batalla de Zama, conseguida por Escipión el Africano, se decidió trasladar la guerra a Macedonia para ayudar a los aliados de Roma. Se otorgó a Marco Valerio Levino el título de propretor, y este viajó al Reino de Macedonia con una flotilla compuesta de 38 barcos.
El Senado Romano votó a favor de la guerra contra Filipo V durante la primavera del año 200 a. C. e informó de que amenazaba a Atenas. El pueblo romano se negó a declarar la guerra hasta marzo, y al final votó a favor cuatro meses después, convencido por los cónsules, gracias al falso argumento de que Filipo V había entrado en guerra contra Roma, por lo cual Roma debía entrar en guerra contra él.

### Muerte (200a.C.)
Murió en 200 a. C. Sus hijos; Publio y Marco organizaron en su honor unos juegos funerarios que duraron cuatro días, con combates de gladiadores.